# Phera angustata
Phera angustata är en insektsart som först beskrevs av Melichar 1924.  Phera angustata ingår i släktet Phera och familjen dvärgstritar. Inga underarter finns listade i Catalogue of Life.